# Sindrome di Rasmussen
La sindrome di Rasmussen, detta anche encefalite subacuta di Rasmussen, è una rara malattia infiammatoria neurologica caratterizzata da crisi epilettiche frequenti e gravi, perdita delle capacità motorie e del linguaggio, emiparesi (paralisi di un lato del corpo), encefalite (infiammazione del cervello) e demenza. La condizione colpisce un singolo emisfero cerebrale e generalmente colpisce prevalentemente bambini dai tra i 5 e i 15 anni di età. Le cause sono sconosciute. Attualmente l'unica soluzione consiste nell'emisferectomia.

## Storia
Il nome viene dal neurochirurgo Theodore Rasmussen (1910-2002), successore di Wilder Penfield come dirigente capo del Montreal Neurological Institute, e che fu a capo anche del reparto di neurochirurgia al Royal Victoria Hospital.

## Eziologia e fisiopatologia

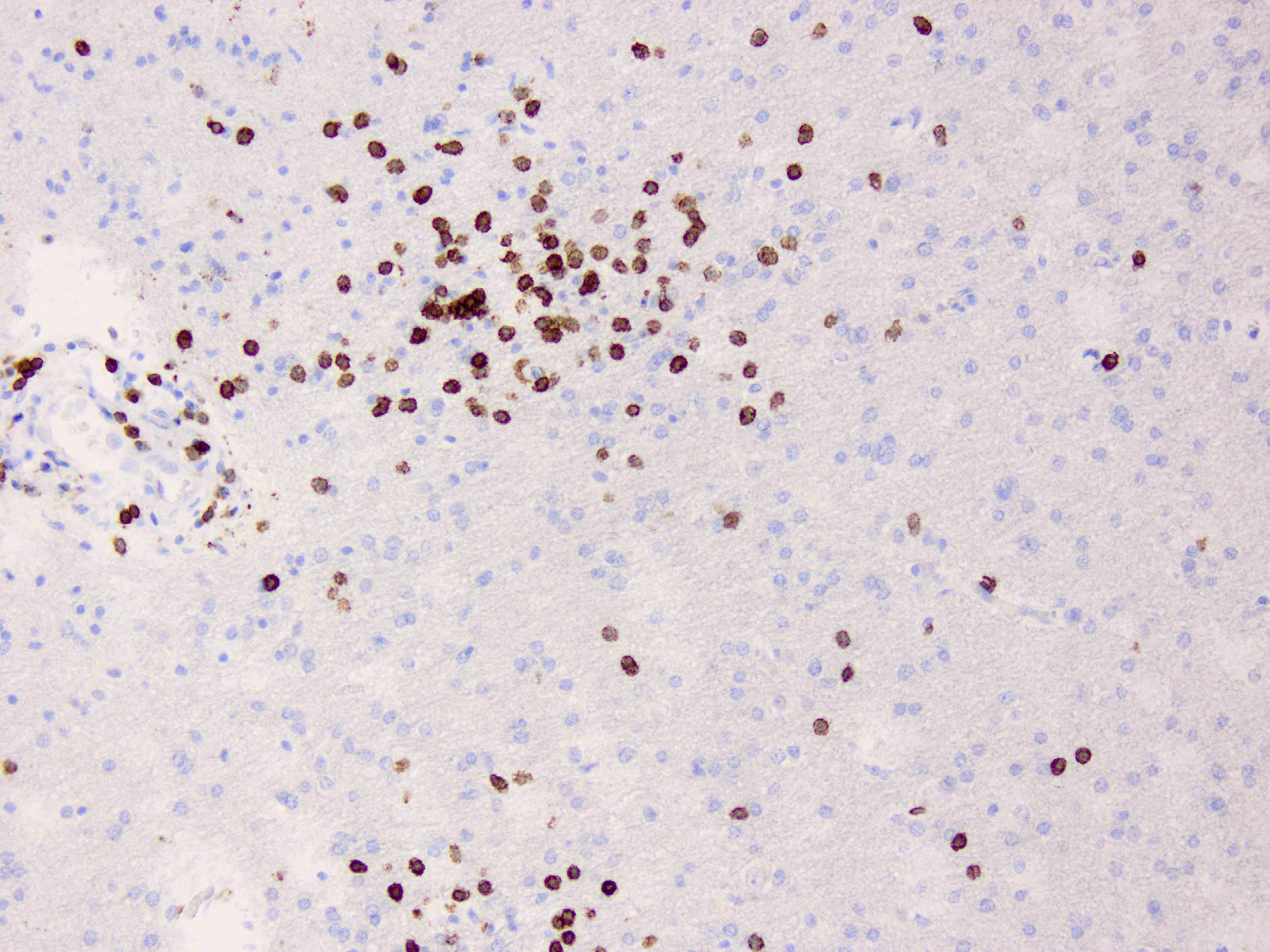
Biopsia cerebrale in un caso di encefalite di Rasmussen che mostra un infiltrato linfocitario.

Nella sindrome di Rasmussen vi è un'infiammazione cronica del cervello, con infiltrazione di linfociti T nel tessuto cerebrale. Nella quasi totalità dei casi, questo riguarda solo un emisfero cerebrale, il sinistro o il destro. Questa infiammazione provoca danni permanenti alle cellule cerebrali, portando all'atrofia dell'emisfero coinvolto; la conseguente epilessia può contribuire essa stessa al danno cerebrale. Si suppone che l'epilessia possa derivare da un rilascio disturbato di acido γ-amminobutirrico (GABA), il principale neurotrasmettitore inibitorio del cervello dei mammiferi.
La causa dell'infiammazione non è nota: è stata suggerita l'infezione da parte di un virus, ma non vi è una chiara evidenza. Nel 1990 è stato suggerito che l'autoanticorpo contro il recettore del glutammato GluR3 potesse giocare un ruolo come causa della malattia,  tuttavia in seguito ciò non è stato confermato. Tuttavia, studi più recenti segnalano la presenza di autoanticorpi contro il recettore del glutammato di tipo NMDA in un sottogruppo di pazienti con sindrome di Rasmussen.

## Segni e sintomi
La condizione colpisce soprattutto i bambini, con un'età media di 6 anni. Tuttavia, un caso su dieci si verifica in età adulta.
Vi sono due fasi principali, a volte precedute da una "fase prodromica" di pochi mesi. Nella fase acuta, che dura da quattro a otto mesi, l'infiammazione è attiva e i sintomi peggiorano progressivamente. Questi includono debolezza su un lato del corpo (emiparesi), perdita della visione da un lato del campo visivo (emianopsia) e difficoltà cognitive (che riguardano l'apprendimento, la memoria o il linguaggio). Le crisi epilettiche sono anche una caratteristica importante della malattia, anche se queste sono spesso parziali. Convulsioni motorie focali sono particolarmente comuni e possono essere molto difficili da controllare con i farmaci.
Nella fase cronica o residua, l'infiammazione non è più attiva, ma il malato accusa alcuni o tutti i sintomi causati dell'infiammazione. A lungo termine, la maggior parte dei pazienti rimane sofferente di epilessia, paralisi e problemi cognitivi, ma la gravità varia notevolmente.

## Diagnosi

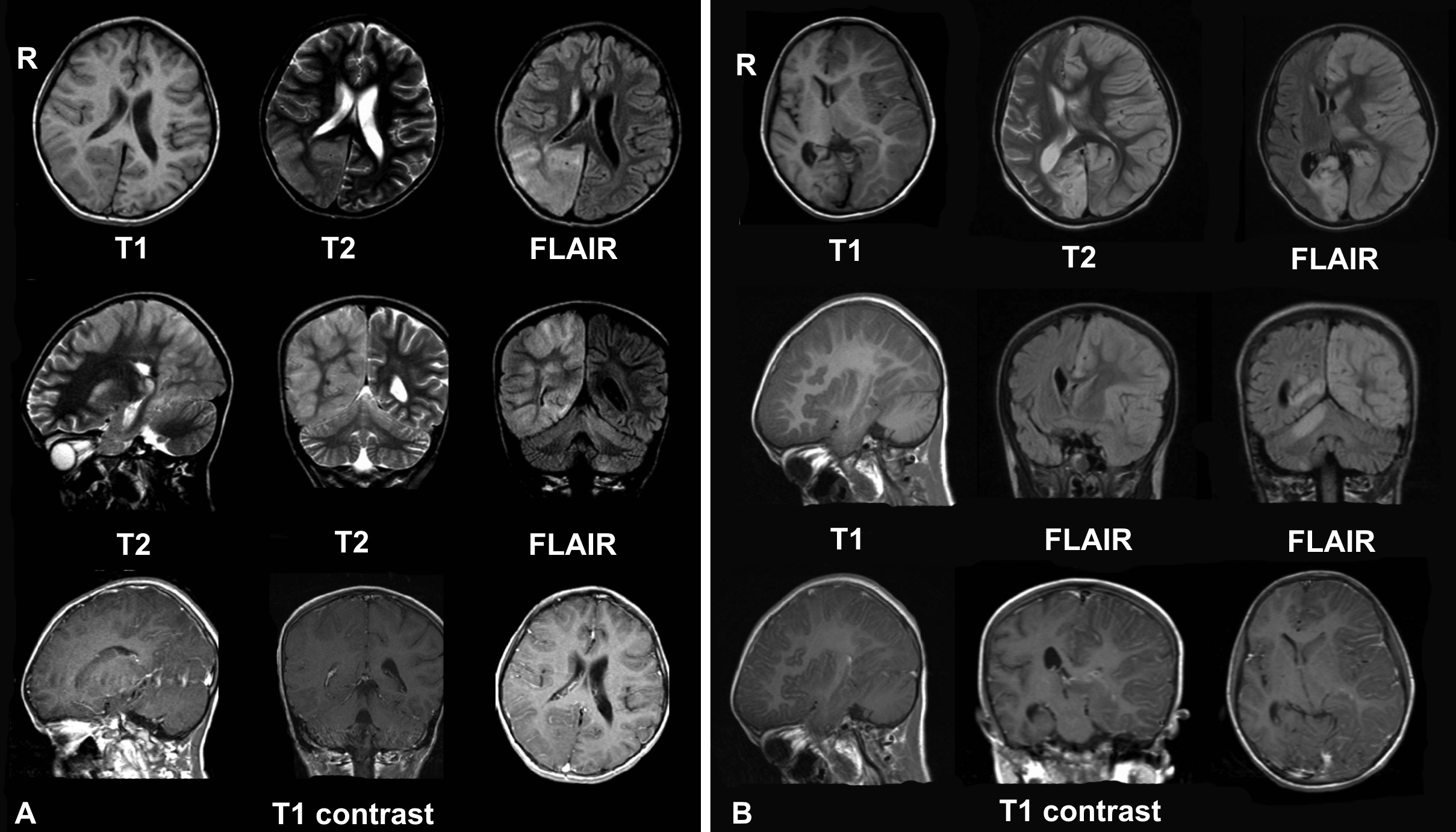
Imaging a risonanza magnetica cerebrale in una bambina di 8 anni di età con la sindrome di Rasmussen.
A. Dicembre 2008, la paziente presentava mal di testa e continui attacchi epilettici parziali. Vi sono lesioni con tumefazione del tessuto cerebrale adiacente nei lobi parientali e occipitali destri e nell'emisfero cerebellare destro.
B. Aprile 2009, lo stesso paziente, ora in stato comatoso. Si nota una progressione dell'encefalite, l'emisfero cerebrale sinistro è stato coinvolto con un grave edema cerebrale e lo spostamento delle strutture della linea mediana.

Per la diagnosi e la valutazione del follow up dell'encefalite di Rasmussen, la risonanza magnetica è diventata un gold standard. La risonanza mostra una progressione nel cambio del segnale e atrofia del cervello, oltre ad altri segni dell'infiammazione. Tra le altre tecniche di imaging biomedico, la tomografia a emissione di positroni (PET) con 18F-FDG permette studi di neuroimaging funzionale che sono in grado di mostrare un diffuso ipometabolismo unilaterale cerebrale ancora quando l'atrofia non è ben visibile alla risonanza magnetica.
Nei pazienti con sindrome di Rasmussen, sono evidenziabili numerose anomalie all'elettroencefalogramma (EEG), spesso legate alla progressione clinica. Tuttavia, non vi sono anomalie specifiche visibili all'EEG che possono aiutare nella diagnosi differenziale con altre cause di epilessia focale.
La biopsia al cervello può fornire una conferma molto forte alla diagnosi, ma ciò non è sempre necessario, anche per i rischi associati alla procedura.

## Trattamento
Durante la fase acuta, il trattamento ha lo scopo di ridurre l'infiammazione. Come in altre malattie infiammatorie, gli steroidi possono essere utilizzati come prima scelta, sia come un breve ciclo di trattamento con alte dosi o in una dose inferiore per un trattamento a lungo termine. Le immunoglobuline per via endovenosa sono anch'esse efficaci sia a breve termine che a lungo termine, in particolare negli adulti, dove sono state proposte come trattamento di prima linea. Altri trattamenti simili includono la plasmaferesi o l'assunzione di Tacrolimus, anche se vi è una minor evidenza per questi. Nessuno di questi trattamenti può, tuttavia, prevenire lo sviluppo della disabilità permanente.
Durante la fase residua della malattia, quando non vi è infiammazione attiva, il trattamento ha lo scopo di migliorare i sintomi residui. Farmaci antiepilettici standard sono generalmente inefficaci nel controllare gli attacchi e quindi può essere necessario rimuovere chirurgicamente o rimuovere l'emisfero cerebrale interessato, in un'operazione chiamata emisferectomia. Normalmente si ottiene ulteriore debolezza, emianopsia e problemi cognitivi, ma l'altro lato del cervello può essere in grado di assumere alcune delle funzioni, in particolare nei bambini. L'operazione può non essere consigliabile se l'emisfero sinistro è interessato, poiché questo emisfero contiene la maggior parte delle parti del cervello che controllano la parola. Tuttavia, l'emisferectomia è spesso molto efficace nel ridurre le convulsioni.